# 凱蒂·博德格
凱蒂·博德格（丹麥語：Katy Bødtger，1932年12月28日—2017年5月1日）是丹麦歌手。

## 1960年欧洲歌唱大赛
1960年，博德格以歌曲《Det var en yndig tid》赢得丹麦一级音乐大赛。